# 五十嵐貴裕
五十嵐貴裕（いがらし たかひろ、1981年1月7日 - ）は福島県会津若松市出身の俳優である。
TV・舞台・イベント業を中心に活動している。主な出演作は大河ドラマなどNHK作品が多い。